# Bahía de Banderas
Bahía de Banderas és un municipi de l'estat de Nayarit. Sayula és el cap de municipi i principal centre de població d'aquesta municipalitat. Aquest municipi és a la part sud de l'estat de Nayarit. Limita al nord amb els municipis de Tecuala, al sud amb Compostela, a l'oest amb San Blas i a l'est amb Santa María del Oro.